# Епархия Крус-дель-Эхе
Епархия Крус-дель-Эхе (лат. Dioecesis Crucis Axeatae) — епархия Римско-Католической церкви с центром в городе Крус-дель-Эхе, Аргентина. Епархия Крус-дель-Эхе входит в митрополию Кордовы. Кафедральным собором епархии Крус-дель-Эхе является церковь Пресвятой Девы Марии Кармельской.

## История
12 августа 1963 года Папа Римский Павел VI выпустил буллу «Ecclesia Christi», которой учредил епархию Крус-дель-Эхе, выделив её из архиепархии Кордовы.
25 января 1980 года епархия Крус-дель-Эхе передала часть своей территории для образования территориальной прелатуры Деан-Фунеса.

## Ординарии епархии
- епископ Энрике Печуан Марин (18.08.1963 — 16.12.1983, до смерти);
- епископ Омар Феликс Коломе (27.09.1984 — 24.06.2008, в отставке);
- епископ Сантьяго Оливера (24 июня 2008 — 28 марта 2017 — назначен военным ординарием Аргентины);
- епископ Хуго Рикардо Арайя (2 августа 2017 — по настоящее время).